# Olympische Sommerspiele 1928/Teilnehmer (Portugal)
| Gelbes Symbol für Goldmedaillen mit stilisierten Olympischen Ringen | Graues Symbol für Silbermedaillen mit stilisierten Olympischen Ringen | Braundes Symbol für Bronzemedaillen mit stilisierten Olympischen Ringen |
| ------------------------------------------------------------------- | --------------------------------------------------------------------- | ----------------------------------------------------------------------- |
| —                                                                   | —                                                                     | 1                                                                       |

Portugal nahm an den Olympischen Sommerspielen 1928 in Amsterdam, Niederlande, mit einer Delegation von 31 Sportlern (allesamt Männer) teil.

## Medaillengewinner

### Bronze
| Namen | Sportart | Wettkampf         |
| --- | -------- | ----------------- |
| Paulo d’Eça Leal, Mário de Noronha, Jorge de Paiva, Frederico Paredes, João Sassetti & Henrique da Silveira | Fechten  | Degen, Mannschaft |

## Teilnehmer nach Sportarten

### Fechten
- Sebastião Herédia
Florett, Einzel: Vorläufe

- Frederico Paredes
Degen, Einzel: Halbfinale

- Paulo d’Eça Leal
Degen, Einzel: Viertelfinale
Degen, Mannschaft: Bronze

- Henrique da Silveira
Degen, Einzel: Viertelfinale
Degen, Mannschaft: Bronze

- Mário de Noronha
Degen, Mannschaft: Bronze 
Degen, Mannschaft: Bronze

- Jorge de Paiva
Degen, Mannschaft: Bronze

- João Sassetti
Degen, Mannschaft: Bronze

### Fußball
- Herrenteam
5. Platz

- Kader
António Roquete
Armando da Silva
Augusto Silva
Carlos Alves
César de Matos
João dos Santos
Jorge Vieira
José Manuel Martins
Pepe
Tamanqueiro
Vítor Silva
Valdemar da Fonseca

### Gewichtheben
- António Pereira
Federgewicht: 12. Platz

### Leichtathletik
- José de Lima
100 Meter: Vorläufe
200 Meter: Vorläufe

- José da Costa
110 Meter Hürden: Vorläufe

- Henrique Santos
3000 Meter Hindernis: Vorläufe

### Moderner Fünfkampf
- Sebastião de Herédia
Einzel: 31. Platz

### Reiten
- Luís Ferraz
Springreiten, Einzel: 15. Platz
Springreiten, Mannschaft: 4. Platz

- Hélder de Souza
Springreiten, Einzel: 16. Platz
Springreiten, Mannschaft: 4. Platz

- José Mouzinho de Albuquerque
Springreiten, Einzel: 19. Platz
Springreiten, Mannschaft: 4. Platz

### Ringen
- Benjamin Araújo
Federgewicht, griechisch-römisch: 9. Platz

### Segeln
- António de Herédia
6-Meter-Klasse: 12. Platz

- Carlos Eduardo Bleck
6-Meter-Klasse: 12. Platz

- Ernesto Mendonça
6-Meter-Klasse: 12. Platz

- Frederico Burnay
6-Meter-Klasse: 12. Platz